# Pato Fu
Pato Fu é uma banda brasileira de pop rock formada em 1992 em Belo Horizonte por Fernanda Takai, John Ulhoa, Ricardo Koctus, Xande Tamietti e Richard Neves.
O grupo mineiro possui 16 discos e 5 DVDs lançados e shows por todo Brasil, além de Japão, Portugal, Inglaterra e Estados Unidos.
Em 2001, ao lado de Radiohead, U2 e Portishead, foi considerada pela revista Time uma das 10 melhores bandas do mundo. Em 2022, foi eleita pelo site russo Ultimate Guitar, como a 19ª melhor banda de todos os tempos no Brasil.
Entre as músicas que a banda gravou mais famosas estão "Sobre o Tempo", "Antes que Seja Tarde", "Depois", "Perdendo Dentes", "Anormal" e a regravação de "Ando Meio Desligado". O grupo também se destacou pelo álbum Música de Brinquedo, em 2010, tocado somente com instrumentos de brinquedo.

## História
O Pato Fu começou em setembro de 1992, quando Fernanda Takai, até então vocalista da banda Fernanda & 3 do Povo decidiu formar uma banda com dois amigos de uma loja de guitarras onde costumava comprar encordoamentos. Os amigos eram John Ulhoa e Ricardo Koctus, da banda Sustados por 1 Gesto e Sexo Explícito. Decidiram se chamar Pato Fu em alusão a uma tira em que o gato Garfield lutava gato-fu. Para não lembrar tanto a história original, trocaram a primeira letra, e ficaram com um nome tão estranho quanto o som que fariam mais tarde. Segundo a vocalista Fernanda, os integrantes da banda são desajeitados como patos e, por isso, todos optaram por trocar "gato" por "pato". Já o guitarrista John afirma que queria um nome que não revelasse em nada qual seria o gênero musical da banda, que nunca foi de fato definido. Pato Fu, portanto, significa uma luta marcial de patos, que são desajeitados, mas, mesmo assim, lutam.
Em outubro de 1992, gravaram sua primeira fita demo, e, no final do ano, começaram a se apresentar em Belo Horizonte.
Já no começo de 1993, participaram do show "Rock Brasil", ao lado de bandas como Skank, Paralamas do Sucesso, Barão Vermelho e Titãs.

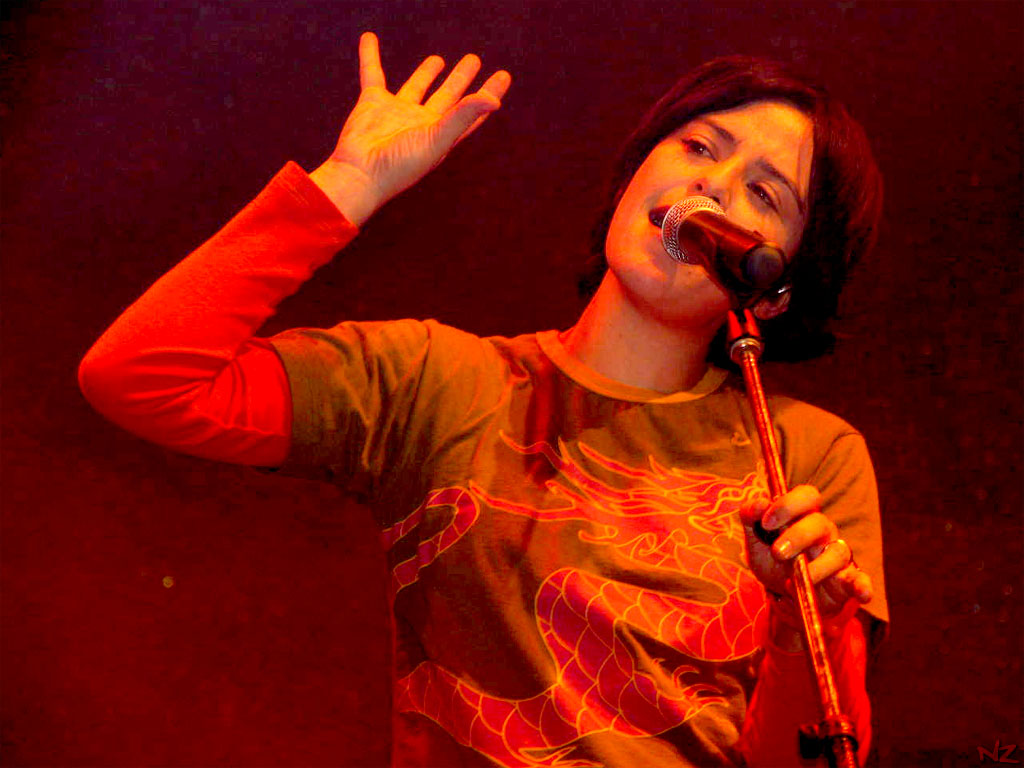
Fernanda Takai é a vocalista da banda.

### Rotomusic de Liquidificapum (1993)
Em maio de 1993, o Pato Fu terminou de gravar o seu primeiro álbum — Rotomusic de Liquidificapum — no estúdio Ferreti, localizado em Belo Horizonte, atual estúdio Máquina do Haroldo Ferreti (baterista do Skank). Embora o disco não tenha obtido o sucesso esperado, acabou atraindo a BMG, em 1994, durante uma apresentação no Rio de Janeiro. Em meio a outras bandas sem sucesso, o Pato Fu foi escolhido por Maurício Valladares (coordenador do selo Plug da BMG) para assinar um contrato com a gravadora. O que atraía justamente na musicalidade da banda era a inovação, as letras complexas e críticas, além do bom humor dos integrantes.

### Gol de Quem? (1995)
Em 1995, gravaram o segundo CD — Gol de Quem? — em um mês, no estúdio Cia. de Técnicos, também no Rio. Músicas como "Sobre o Tempo" e "Qualquer Bobagem" (Cover d'Os Mutantes) garantiram o prêmio de revelação no 1º Video Music Awards da MTV Brasil. Gravaram também a música "Vida de Operário" da lendária banda punk Excomungados. Diferente do disco anterior, Gol de Quem? teve boa repercussão, tendo, em 2010, entrado para o livro de Charles Gavin intitulado de "300 Discos Mais Importantes da Música Brasileira". 
Pela primeira vez, o Pato Fu tocou nos Estados Unidos e aproveitou para trocar a sua bateria eletrônica (um Roland MC50) por um músico de verdade: Xande Tamietti.
Em 2012 a banda se apresentou quatro vezes no Sesc Belenzinho, em São Paulo, com todo repertório do disco.

### Tem Mas Acabou (1996)
Lançaram o álbum Tem Mas Acabou em 1996. Neste disco se destacaram as faixas: "Pinga", "Capetão 66.6 FM" e "Água". Neste ano a banda já flertava a ideia de gravar um disco somente com instrumentos de brinquedo, mas tal projeto só foi ser realizado anos mais tarde.

### Televisão de Cachorro (1998)
O álbum Televisão de Cachorro foi lançado em 1998 e a banda ficou muito conhecida com a música e o clipe da faixa "Antes que Seja Tarde". A faixa "Canção para Você Viver Mais" foi um grande sucesso, sendo que é uma homenagem ao pai da vocalista Fernanda Takai, Vitório Takai, que faleceu de câncer aos 52 anos. Também está presente no disco uma regravação da música "Eu Sei", em homenagem a Renato Russo, que sempre comentava sobre o Pato Fu. Fernanda Takai e John Ulhoa foram convidados para tocar a música também no CD/DVD Renato Russo - Uma Celebração, em 2005.

### Isopor (1999)
No ano seguinte, 1999 chegou as lojas o álbum Isopor que foi considerado um dos 10 melhores discos de rock nacional da história. A música que abre o disco, "Made in Japan", é cantada em japonês por Fernanda que, na época, teve aulas particulares. A música também fez muito sucesso no Japão, assim como o clipe. Outra faixa muito conhecida do disco é "Perdendo Dentes" que fez parte da trilha sonora da novela global Laços de Família.
Na turnê de Isopor, todos os integrantes da banda vestiam-se de branco nos shows. O álbum também recebeu certificado de disco de ouro.

### Ruído Rosa (2001)
Ruído Rosa, o sexto disco da banda foi lançado em 2001. A regravação fantasmagórica de "Eu", da banda Graforreia Xilarmônica, foi grande sucesso nas rádios e o clipe ganhou prêmios como o VMB daquele ano. A regravação de "Ando Meio Desligado" foi tema da novela Um Anjo Caiu do Céu. Já a faixa "Tribunal de Causas Realmente Pequenas" foi tema da personagem Majestade na série infantil Ilha Rá-Tim-Bum, na qual Fernanda emprestou sua voz à personagem Tim em todos os episódios.
No mesmo ano, a banda se apresentou para cerca de 250 mil pessoas, abrindo o show de Oasis, Ira!, Ultraje e Guns N' Roses no Rock in Rio III.

### MTV Ao Vivo (2002)
No ano seguinte, a banda lança o CD e DVD MTV Ao Vivo, show realizado no Museu de Arte da Pampulha em comemoração aos dez anos da banda. Neste show a banda já conta com o tecladista e pianista Lulu Camargo como músico convidado. O ex-integrante da Karnak logo viria a se tornar o mais novo Pato Fu. Este disco ao vivo contém sucessos da banda com novos arranjos, além de 4 canções inéditas.
Durante os três anos que se seguiram, os agora cinco integrantes dedicam-se a tarefas pessoais: Fernanda e John tornam-se pais e este ainda trabalha na produção do primeiro álbum da Wonkavision; Tamietti aprofunda-se na black music; Koctus dedica-se à fotografia e à banda Let's Presley, e; Lulu Camargo inicia seu projeto na nova banda.

### Toda Cura para Todo Mal (2005)
2005 é o ano de lançamento de Toda Cura para Todo Mal, que inaugura o selo independente da banda: o Rotomusic. O videoclipe da música "Anormal" venceu no VMB na categoria de melhor direção de arte. A faixa "Uh Uh Uh La La La Ié Ié" ganhou grande popularidade durante os shows da banda, enquanto a famosa "Simplicidade" era executada por uma personagem robô chamada de Silício, feito de fantoche e criado para a turnê. A banda elaborou um projeto de gravar clipes para todas as faixas do disco. O registro chegou às lojas em 2007.

### Daqui pro Futuro (2007)
No ano de 2007, lançaram o álbum Daqui pro Futuro que, antes mesmo de ser lançado nas lojas, já era vendido via internet. Este álbum, cuja primeira faixa a ser gravada foi uma cover de "Cities in Dust", do grupo Siouxsie & The Banshees, foi produzido no estúdio caseiro de John e Fernanda, e rendeu à banda o prêmio de "Melhor de 2007" concedido pela revista Quem.
Em junho de 2008, o Pato Fu anunciou a saída do tecladista Lulu Camargo. Cerca de oito anos depois de seu ingresso na banda, Lulu resolveu se dedicar a desenvolver projetos pessoais. Em seu lugar entrou Dudu Tsuda, que também se apresentava com a vocalista Fernanda Takai na turnê solo, dedicada à Nara Leão, chamada Onde Brilhem os Olhos Seus.
Em janeiro de 2009, Lulu Camargo retorna à banda após 6 meses afastado, e Dudu Tsuda deixa a banda para se dedicar aos seus vários projetos pessoais, dentre eles a banda Jumbo Elektro.
Fernanda lança seu segundo disco solo em 2009. Intitulado de Luz Negra, o disco ao vivo ganhou prêmios de melhor show e melhor DVD. A turnê teve a presença de seus parceiros de Pato Fu, John Ulhoa e Lulu Camargo.

### Música de Brinquedo (2010/2011)
Em agosto de 2010, a banda lança seu álbum mais ousado: o Música de Brinquedo, vencedor do Grammy 2011 (The Latin Recording Academy) de melhor álbum de música latina para crianças. Como o próprio nome já revela, o disco foi gravado usando somente instrumentos de brinquedo e miniaturas. A filha de Fernanda e John, Nina Takai, empresta sua voz em algumas faixas do disco que, apesar de não ser propriamente para crianças, brinca bastante com a sonoridade infantil. É composto por 12 regravações de músicas famosas nacionais e internacionais e ganhou grande receptividade do público. Com vendagem superior a 40 mil unidades, o disco Música de Brinquedo conquistou o Disco de Ouro, sendo a primeira banda independente a ganhar o prêmio.

### Não Pare pra Pensar (2014)
Em 21 de outubro de 2014, o grupo lança o álbum Não Pare pra Pensar, pelo selo independente da banda: o Rotomusic. Depois de sete anos sem uma música autoral inédita, a banda anunciava a saída do baterista Xande Tamietti sendo substituído por Glauco Nastacia. As principais faixas do álbum são "Cego para as Cores" com uma pegada pop cantada pela Fernanda Takai   "You Have to Outgrow Rock 'n Roll" sendo cantada por John Ulhoa. As duas faixas tem video clipes, assim como "Eu Era Feliz", outro hit do disco. Participação especial do cantor  Ritchie na faixa na faixa "Pra Qualquer Bicho"  e um cover super animado de "Mesmo Que Seja Eu" de Erasmo Carlos, o álbum é todo produzido por John Ulhoa, indo do rock alternativo ao indie.

### Música de Brinquedo 2 (2017)
Sete anos após Música de Brinquedo, em setembro de 2017, sai Música de Brinquedo 2, com releituras especiais de clássicos como “Severina Xique-Xique”, de Genival Lacerda; "Palco", de Gilberto Gil; e "Every Breath You Take", do The Police.

### 30(2023-presente)
Em 2023, iniciam a turnê “Pato Fu – 30 anos”. O disco 30 foi escolhido pela Associação Paulista de Críticos de Arte como um dos 50 melhores álbuns nacionais de 2023.
Em junho de 2024, lançam o álbum ao vivo Rotorquestra de liquidificafu, álbum com versões orquestradas de sucessos e Lados B gravado na apresentação feita em 14 de outubro de 2022 no Palácio das Artes, em Belo Horizonte, com a Orquestra Ouro Preto.
Em setembro de 2024, a banda se apresentou no Palco Sunset do Rock in Rio ao lado da banda Penélope.

## Integrantes

### Formação atual
- Fernanda Takai – voz, violão e guitarra rítmica (1992-presente)
- John Ulhoa – guitarra solo, violão, programação, vocal de apoio, voz e cavaquinho (1992-presente)
- Ricardo Koctus – contra-baixo, vocal de apoio e pandeiro (1992-presente)
- Xande Tamietti – bateria e percussão (1996-2014, 2022-presente)
- Richard Neves – teclado, piano e acordeão (2014-presente)

### Ex-integrantes
- Dudu Tsuda – teclado (2008-09)
- Lulu Camargo - teclado (2002, como músico convidado; 2005-14)
- Glauco Nastacia – bateria e percussão (2014-22)

### Artistas Participantes
- Hique Gomez (Tangos & Tragédias) – violino, voz e serrote no disco MTV ao Vivo
- Nico Nicolaiewsky (Tangos & Tragédias) – acordeão, voz e piano no disco MTV ao Vivo
- Manuela Azevedo – voz em Boa Noite Brasil, no disco Toda Cura para Todo Mal
- Andrea Echeverri – voz em Tudo Vai Ficar Bem no disco Daqui Pro Futuro
- Nina Takai – voz em várias faixas do disco Música de Brinquedo
- Matheus D'Alessandro – voz em várias faixas do disco Música de Brinquedo
- Thiago Braga – mesa de atividades da turnê Música de Brinquedo
- Mariá Portugal – mesa de atividades da turnê Música de Brinquedo
- Camila Lordy – mesa de atividades da turnê Música de Brinquedo
- Giramundo – convidados da turnê Música de Brinquedo
- Caio Plinio – bateria na divulgação do Não Pare pra Pensar' em SP

## Discografia
Álbuns de estúdio
- Rotomusic de Liquidificapum (1993)
- Gol de Quem? (1995)
- Tem mas Acabou (1996)
- Televisão de Cachorro (1998)
- Isopor (1999)
- Ruído Rosa (2001)
- Toda Cura para Todo Mal (2005)
- Daqui Pro Futuro (2007)
- Música de Brinquedo (2010)
- Não Pare pra Pensar (2014)
- Música De Brinquedo 2 (2017)
- 30 (2023)